# Worms 3D
Worms 3D – strategiczna gra turowa z elementami zręcznościowymi wyprodukowana przez Team17 i wydana 31 października 2003 roku przez Segę. Pierwsza część serii wykorzystująca grafikę trójwymiarową. W Polsce dystrybuowana przez CD Projekt.

## Rozgrywka
W grze Worms 3D, tak jak poprzednich grach z serii, celem jest zniszczenie oddziału przeciwnika. Gracz ma do dyspozycji kilka robali oraz pewien arsenał broni i narzędzi. Bronie służą do pokonania przeciwnika, a narzędzia – do obrony przed wrogiem oraz łatwiejszego przemieszczania się. Co jakiś czas dokonywany jest zrzut odnawiających zdrowie apteczek, zapasów amunicji oraz dodatkowych narzędzi. Robale nie umieją pływać – wpadnięcie do wody jest równoznaczne z ich śmiercią. Każdy gracz ma do dyspozycji pewien czas na turę, po którego upłynięciu (bądź użyciu broni) ruch wykonuje kolejny gracz. Rozgrywka trwa określoną ilość czasu, po jego upłynięciu rozpoczyna się tzw. Nagła Śmierć z wybranymi wcześniej przez graczy skutkami.
Główna zmiana, czyli dodanie trójwymiarowego otoczenia, spotkała się z licznymi kontrowersjami fanów przyzwyczajonych do starego systemu sterowania oraz modelu rozgrywki – wersja 3D z racji dodania kolejnego wymiaru musiała zmodyfikować zasady działania broni, poruszania się robaków etc. względem poprzednich odsłon serii. Sama grafika została stworzona na kodzie XOM opakowującym kilkaset niskiej jakości tekstur opartych na formacie TGA.

## Kampania
Dostępnych jest 35 misji pozwalających odblokować większość broni, dodatków, gotowych map i wpisów w Robalopedii (humorystycznej encyklopedii wyjaśniającej zasady gry). W kampanii można także odkryć wiele sekretów, które odblokowują takie opcje jak np. dodatkowe banki mowy.
Przeciwnikami w grze są robaki Rolnik Bagnica (na początku) i Różowobrody (na końcu).

## Trening
Pozwala w 5 misjach poznać większość tajników gry i zaznajamia ze sterowaniem. Jest to pierwszy samouczek w historii serii gier Worms.

## Gra wieloosobowa
Pozwala zagrać w sieci LAN, Internecie (tym razem zmodyfikowano Wormnet, opierając go na Gamespy'u Arcade) bądź na jednym komputerze (tzw. Hot Seat). W rozgrywce wieloosobowej wprowadzono pewne zmiany względem poprzednich odsłon ograniczając możliwości tworzenia własnego meczu (usunięcie handicapu, ustalonego czasu wybuchu miny w tradycyjnym konfiguratorze schematów, możliwości prostej edycji plansz, zmniejszenie liczby będących na planszy robali do 16, ich liczby w drużynie do 6 oraz maksymalnej liczby drużyn uczestniczących). Ponieważ twórcy nie zdecydowali się na stworzenie edytora plansz, spopularyzowano funkcję zaawansowanego losowego generowania plansz w sześciu schematach. System konfiguracji drużyny istniejący od poprzednich części serii pozwala na zmianę flagi zespołu, odzywki, jego nazwy i imion poszczególnych robali.